# Charleshatchettita
La charleshatchettita és un mineral de la classe dels òxids.

## Característiques
La charleshatchettita és un molt rar i complex òxid de niobi, de fórmula química CaNb₄O₁₀(OH)₂(H₂O)₈. Va ser aprovada com a espècie vàlida per l'Associació Mineralògica Internacional l'any 2015. Cristal·litza en el sistema monoclínic. És un mineral químicament similar a la hochelagaïta.

## Formació i jaciments
Va ser descoberta a la pedrera Poudrette, al prolífic Mont Saint-Hilaire, a Montérégie (Quebec, Canadà), l'únic indret on ha estat trobada.